# Christensonella ferdinandiana
Christensonella ferdinandiana es una especie de orquídea epifita  originaria de  	 Brasil.

## Descripción
Es una orquídea reptante de pequeño tamaño, con hábitos epifita  con  ramificación, robusta erecta de un rizoma, con pseudobulbo comprimido que lleva una sola hoja, apical, subcoriácea, cortamente peciolada, linear-lanceolada,  muy aguda. Florece en el primavera en Brasil en una inflorescencia  subsésil que se encuentra junto al pseudobulbo y simplemente anula las brácteas florales ovado-lanceoladas, acuminadas y largas escariosas que envuelven el pseudobulbo inferior.

## Distribución y hábitat
Se encuentra en el este de Brasil, 

## Taxonomía
Christensonella ferdinandiana fue descrita por (Barb.Rodr.) Szlach., Mytnik, Górniak & Smiszek  y publicado en Polish Botanical Journal 51(1): 58. 2006.
Sinonimia
- Maxillaria ferdinandiana Barb.Rodr.
- Maxillaria ferdinandiana var. luteola De Wild.
- Maxillaria ferdinandiana var. virescens Cogn.[1][3][4]